# Chilii, Argeș
Chilii este un sat în comuna Mioarele din județul Argeș, Muntenia, România.